# Myrča (okres Užhorod)
Myrča, česky také Mirče, ukrajinsky Мирча, maďarsky Mircse, je ves v Dubrynyčsko-Maloberezňanské venkovské komunitě, v okresu Užhorod, v Zakarpatské oblasti na západě Ukrajiny. Patří do obvodu samostatné sídelní rady Malý Berezný. V roce 2001 zde žilo 674 obyvatel.

## Historie
První písemná zmínka pochází z roku 1557. Do uzavření Trianonské smlouvy byla ves součástí Uherska, poté byla (pod názvem Mirče) součástí Československa. Od roku 1945 byla součástí Ukrajinské sovětské socialistické republiky, která byla součástí SSSR. Od roku 1991 je součástí nezávislé Ukrajiny.

## Osobnosti
- Július Révay (1899-1979), rusínský politik, poslanec československého Národního shromáždění, předseda vlády Karpatské Ukrajiny